# جوزيف إنانغا
جوزيف إنانغا (بالفرنسية: Joseph Enanga)‏ (مواليد 28 أغسطس 1958) هو لاعب كرة قدم. لَعِبَ مع منتخب الكاميرون لكرة القدم. سبق له أن لعب في كأس العالم لكرة القدم مع منتخب بلاده.

## روابط خارجية
- جوزيف إنانغا على موقع الاتحاد الدولي (مؤرشف)  (الإنجليزية)
- جوزيف إنانغا على موقع قاعدة بيانات كرة القدم.إي يو (الإنجليزية)
- جوزيف إنانغا على موقع ناشيونال فوتبول تيمز (الإنجليزية)